# Joseph Raphson
Text en cursiva
Joseph Raphson   (Pinner, c. 1668 - Anglaterra, 1715) va ser un matemàtic britànic del segle xvii, fellow de la Royal Society i amic de Newton.

## Vida
Només es coneixen detalls inconnexes, i a vegades contradictoris, de la vida de Raphson.
Pel seu coneixement de la càbala s'ha especulat sobre si podia ser d'ascendència jueva i procedència irlandesa. La seva data de naixement va ser establerta per l'historiador Florian Cajori, però no sembla concordar amb el comentari que fa sobre ell Edmund Halley el 1694, qualificat-lo d'un home jove.
L'única data exacta que es coneix, és la data del seu ingrés a la Royal Society: el 1691: data també estranya per quan Raphson no va obtenir la seva graduació a la Universitat de Cambridge (per manament reial) sinó l'any següent, el 1692.

## Obra
Potser el motiu del seu ingrés a la Royal Society va ser la publicació, un any abans, del seu llibre més original: Analysis aequationum universalis seu ad aequationes algebraicas resolvendas (1690). Per aquest llibre, el mètode de resoldre equacions mitjançant el càlcul diferencial, rep el nom de mètode de Newton-Raphson.
El 1697, en una segona edició d'aquest llibre, hi va afegir un opuscle titulat De spatio realis.
També va publicar en anglès un diccionari de matemàtiques: A mathematical dictionary or a compendious explication of all mathematical terms, abridg'd from Monsieur Ozanam and others (1702), que no és més que una traducció resumida del diccionari francès de Jacques Ozanam.
Va traduir del llatí a l'anglès l'obra algebraica de Newton, obra que es va publicar de forma pòstuma el 1720 amb el títol de Universal arithmetick.
Finalment va escriure, en defensa del seu amic Newton en la seva polèmica amb Leibniz, History of fluxions, showing in a compendious manner the First Rise of, and various improvements made in that incomparable method (1715).